# Jožef Pogačnik
Jožef Pogačnik, slovenski pesnik, duhovnik, ljubljanski nadškof, ljubljanski metropolit, * 28. september 1902, Kovor nad Tržičem, † 25. marec 1980, Ljubljana.

## Življenjepis
Rodil se je očetu mlinarju in kmetu Janezu ter materi Marijani (roj. Perne).
Pogačnik je gimnazijo in maturo končal kot gojenec Marijanišča leta 1922. Potem je študiral bogoslovje in modroslovje v Innsbrucku, tam je bil 25. julija 1927 tudi posvečen v duhovnika. Dve leti zatem pa je dosegel doktorat iz bogoslovja in modroslovja. Bil je odličen dušni pastir, pridigar in spovednik, duhovnik širokih obzorij, pesnik, kritik in predavatelj. Škof Jeglič ga je najprej leta 1929 poslal za kaplana v Kranju, kjer je poučeval verouk na gimnaziji. 
Po treh letih pa je prišel za kaplana v Trnovo, kjer mu je bil župnik Fran Saleški Finžgar, ki je iskal sposobnega človeka, ki bi ga lahko razbremenil preobsežnega duhovniškega, pisateljskega in uredniškega dela. Dosegel je pri škofu, da mu je dal Pogačnika, ki je 1934 prevzel urejevanje Mladike in redne knjižne zbirke "Družbe svetega Mohorja".
Od leta 1935 do 1945 je bil profesor verouka na učiteljišču. 1. septembra 1937 je postal ravnatelj Marijanišča v Ljubljani. V začetku leta 1945 je postal kanonik Codellijevega kanonikata, nato arhidiakon, škofijski cenzor, referent za pastoralne konference in član cerkvenega sodišča. 

### Preganjan podjugoslovanskimkomunizmom
Januarja 1946 je bil atetiran in zaprt do oktobra 1950, ponovno še leta 1952 in 1953/54. Zdi se, da je bil obsojen pač zato, ker je opravljal vestno in dosledno visoko cerkveno službo in je seveda utrjeval krščanstvo, ki mu je pa uradno zagovarjani in širjeni marksistični ateizem na vse mogoče načine nasprotoval - večkrat tudi s preganjanjem in onemogočanjem delovanja; podobno je namreč nova oblast ravnala že z njegovima predhodnikoma Vovkom in Rožmanom. Večkrat je bil namreč obsojen tudi zaradi kakega neznatnega besednega prekrška
Leta 1950 je kot odličen jurist postal tudi načelnik oficial. Konec oktobra 1950 je bil imenovan za prorektorja semenišča v Ljubljani, 19. marca 1951 pa za škofovega delegata ali namestnika in za predsednika cerkvenega sodišča. To je ostal vse do imenovanja Antona Vovka za rezidencialnega ljubljanskega škofa leta 1959, ko je ta Jožefa Pogačnika imenoval za generalnega vikarja.

## Škof
28. februarja 1963 ga je papež imenoval za ljubljanskega  pomožnega (naslovnega irenopolskega) škofa, povečen pa je bil  7. aprila. Po smrti nadškofa Antona Vovka je bil 12. julija istega leta imenovan za upravitelja (apostolskega administratorja) ljubljanske škofije. 2. marca 1964 imenovan za ljubljanskega nadškofa, 5. aprila 1964 pa je bil slovesno umeščen. Za škofovsko geslo si je izbral besede svetega pisma: "Glej, tvoj sin!" (Jn 19,26)
Jožef Pogačnik se je kot ljubljanski nadškof leta 1967 udeležil prve redne škofovske sinode v Rimu. Redno se je udeleževal tudi drugih zborov, mdr. zasedanj 2. Vatikanskega koncila. Prizadeval si je, da bi ljubljanska nadškofija postala metropolija, kar mu je uspelo doseči med svojim predsedovanjem Jugoslovanski škofovski konferenci (1968-70), katere podpredsednik je sicer bil formalno.
Ljubljansko cerkveno pokrajino je ustanovil je papež Pavel VI. 22. novembra 1968, s tem pa je tudi Pogačnik postal metropolit ter bil umeščen v ljubljanski stolnici 19. marca 1969. Šele leta 1977, po ponovni ustanovitvi in vključitvi koprske škofije vanjo, je postala ljubljanska dejansko (vse)slovenska cerkvena pokrajina, saj je zaobsegla celotno ozemlje tedanje SR Slovenije oz. današnje Republike Slovenije. Formalno je bil upokojen 23. februarja 1980, približno mesec dni pred svojo smrtjo, tako da ni dočakal niti umestitve oz. posvetitve svojega naslednika Alojzija Šuštarja.
Od leta 1925 je sodeloval z Mohorjevo družbo ter dosegel, da smo Slovenci med prvimi dobili mašno knjigo - Rimski misal.